# Seznam latinských patriarchů v Jeruzalémě
Toto je seznam latinských patriarchů v Jeruzalémě:

## Patriarchové se sídlem v Jeruzalémě (1099–1187)
- Arnoul ze Chocques (1099)
- Daimbert z Pisy (1099–1102)
- Evremar de Thérouanne (1102–1105)
- Daimbert z Pisy, opět se ujal úřadu (1105)
- Gibelin z Arles (1107–1112)
- Arnoul ze Chocques, znovu jmenován (1112–1118)
- Gormond z Picquigny (1119–1128)
- Štěpán ze Chartres (1128–1130)
- Vilém z Malines (1130–1145)
- Fulk z Angoulême (1146–1157)
- Amalrik z Nesle (1157–1180)
- Heraclius z Cesareje (1180–1191)

## Patriarchové se sídlem vAkkonu(1187–1291)
V roce 1187 byl Jeruzalém podmaněn muslimy a sídlo patriarchy přeneseno do Akkonu.
- sedisvakance (1191–1194)
- Aimar Mnich dei Corbizzi  (1194–1202)
- Soffredo Errico Gaetani (1202–1204)
- sv. Albert Jeruzalémský (1204–1214)
- Raoul z Mérencourtu (1214–1225)
- Gerald z Lausanne (1225–1238)
- sedisvakance (1238–1240); ustanoven Jakub z Vitry, avšak neujal se úřadu
- Robert z Nantes (1240–1254)
- Jacques Pantaléon (1255–1261), pozdější papež Urban IV.
- Vilém II. z Agenu (1261–1270)
- Tomáš Agni z Cosenzy (1271–1277)
- Jan z Versailles (1278–1279)
- Elijáš (1279–1287)
- Mikuláš z Hannapes (1288–1294)

## Titulární latinští patriarchové (1295–1847)
V roce 1291 bylo Akko dobyto, sídlo patriarchy přeneseno nejprve na Kypr a poté do Říma a až do roku 1847 šlo jen o čestný titul.
- Landolf (1295–1305 ?)
- Antony Bek (1306–1311), v letech 1284–1310 byl rovněž biskupem durhamským
- Pierre de Pleine-Chassagne (Pleinecassagne, biskup v Rodezu), O.F.M. (1314–1319)
- Pietro di Nicosia (1322–1324)
- Raymond Béguin, O.P. (1324–1328)
- Pierre La Palud (Paludanus, de Palude), O.P. (1329–1342)
- Elijáš z Nabinalu (1342–1345)
- Pierre de Casa O.Carm. (1345–1348)
- Guillaume Lamy (1349–1360, také biskup v Chartres)
- Philippe de Cabassolle (1361–1369, zemřel 1372 jako kardinál)
- Philippe d'Alençon (1375–1379, arcibiskup rouenský a kardinál  (zemřel 1397)
- Lope Fernández de Luna (zemřel 1382)
- Bertrand de Chanac (snad do roku 1401)
- Fernand (1386–1394) (předtím biskup spoletský)
- Aimon Séchal (1394–?)
- Hugues de Robertis (Ugo Roberti) (1396–1409?) (předtím biskup padovský)
- Francesc Eiximenis  (?–1409) (také biskup v Elne)
- Francisco Clemente Pérez Capera (Francisco Climent Sapera) (1419–1427)
- Hugo-Lancelot von Lusignan (1424–1427)
- Leonardo Ziani Delfino OFM (1427–1434)
- (Biagio) Blaise Molino (1434–1444)
- Lancelot de Lusignan (1444–1451)
- Christophorus Garatoni (1448–1449)
- Basilius Bessarion (1449–1458)
- Lorenzo Zane (1458–1460)
- Louis d’Harcourt (1460–1479)
- Bartolomeo della Rovere, O.F.M. (1480–1494)
- Giovanni Antonio Sangiorgio (1500–1503)
- Rodrigo de Carvajal (1523–1539)
- neznámo
- Gian Antonio Facchinetti (1572–1585), pozdější papež Inocenc IX.
- Scipione Gonzaga (snad od roku 1585)
- Fabius Blondus de Montealto (1588–1618)
- Francesco Cennini de' Salamandri (1618–1645)
- Diofebo Farnese (1621–1622)
- Alfonso Manzanedo de Quinoñes (1622–1627)
- Domenico de’ Marini (1627–1635)
- Giovanni Colonna (1636–1637)
- Tegrimus Tegrimi (1637–1641)
- Aegidius Ursinus de Vivere (1641–1647)
- vakantní nebo neznámý 1647–1653
- Camillo Massimo (1653–1677)
- Bandino Panciatici (od roku 1689 snad do roku 1698)
- Francesco Martelli (od roku 1698 snad do roku 1717)
- Mutio di Gaeta (1708–1728)
- Vincenc Ludvík Gotti (1728–1729)
- Pompeo Aldrovandi (1729–1734)
- Tomáš Cervini (1734–1751)
- Tomáš de Moncada (1751–1762)
- Georgius Maria Lascaris (1762–1795)
- sedisvakance (1795–1800)
- Michele di Pietro (1800–1821)
- Francesco Maria Fenzi (1816–1829)
- Daulo Augusto Foscolo (1830–1847), pozdější latinský patriarcha v Alexandrii (1847–1860)

## Jeruzalémští patriarchové a jejich pomocní biskupové po obnověpatriarchátuv roce1847
- Giuseppe Valerga (1847–1872)
  - Vincenzo Bracco pomocný biskup (1866–1872)
- Vincenzo Bracco (1872–1889)
- Ludovico Piavi (1889–1905)
  - Pasquale Appodia pomocný biskup (1891–1901)
  - Luigi Piccardo pomocný biskup (1902–1917)
- sedisvakance (1905–1906)
- Filippo Camassei (1906–1919)
- Luigi Barlassina (1920–1947)
  - Godric Kean pomocný biskup (1924–1928)
  - Franz Fellinger pomocný biskup (1929–1940)
- sedisvakance (1947–1949)
  - Vincent Gelat pomocný biskup (1948–1968)
- Alberto Gori (1949–1970)
  - Pier Giorgio Chiappero, O.F.M. generální vikář (1959–1963)
  - Hanna Kaldany pomocný biskup (1964–1996)
  - Neemeh Simaan pomocný biskup (1965–1981)
- Giacomo Giuseppe Beltritti (1970–1987)
  - Salim Sayegh pomocný biskup (1981–2012)
- Michel Sabbah (1987–2008)
  - Kamal Hanna Bathish pomocný biskup (1993–2007)
  - Giacinto-Boulos Marcuzzo pomocný biskup (1996–2020)
  - Jean-Baptiste Gourion, O.S.B. Oliv. pomocný biskup (2003–2005)
- Fouad Twal (2008–2016)
  - William Hanna Shomali pomocný biskup (od 2010)
  - Maroun Lahham pomocný biskup (2012–2017)
- Pierbattista Pizzaballa (od 2016 apoštolský administrátor sede vacante, od roku 2020 patriarcha)
  - Rafic Nahra pomocný biskup (od 2022)
  - Džamál Khader Daibes pomocný biskup (2022–2024)
  - Bruno Varriano pomocný biskup (od 2024)
  - Iyad Twal pomocný biskup (od 2024)